# Efialte (gigante Aloade)
Efialte (in greco antico: Ἐφιάλτης?, Ephiáltês) è un personaggio della mitologia greca, un gigante aloade, figlio di Poseidone e di Ifimedia.

## Mitologia
La leggenda dipinge lui ed il fratello Oto come giganti conosciuti con il nome di Aloadi (da Aloeo, il loro padre putativo).
Volendo assaltare gli dei dell'Olimpo, misero il Monte Ossa sopra al Monte Olimpo e sopra a questo il Monte Pelio.
Non avevano paura di nulla, poiché era stato profetizzato che non sarebbero stati uccisi né dagli dei né da altri uomini, ma Artemide si trasformò in un cervo bianco e andò loro incontro.
I due giganti, disputandosi la loro abilità usarono le loro lance per colpirla ma finirono per colpirsi ed uccidersi a vicenda.
Omero riporta questa leggenda sia nell'Iliade (libro V) che nell'Odissea (libro XI), narrando anche dei trattamenti subiti da Ares, incatenato e rinchiuso in un vaso di bronzo fino a che Ermes non giunse a liberarlo.

## Divina Commedia

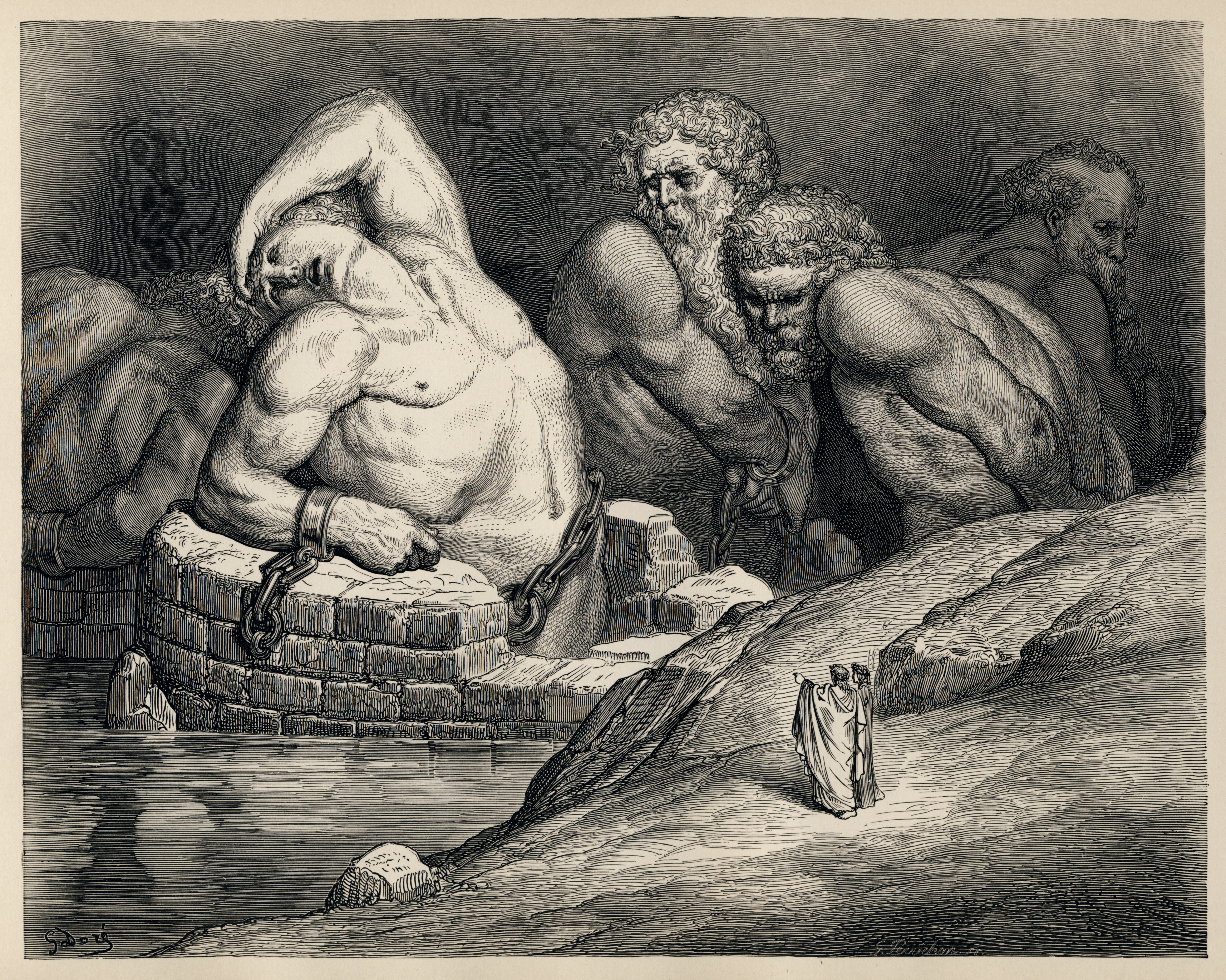
Efialte fra i giganti nel pozzo dell'Inferno di Dante (incisione di Gustave Doré)

Nella Divina Commedia Dante lo colloca nel Pozzo dei Giganti nell'Inferno (XXXI 82-11). Esso viene ritratto come uno tra i più pericolosi giganti che per la sua irruenza è ridotto alla più completa immobilità con un quintuplo giro di catene che legano il suo corpo.
Quando Virgilio, passandogli vicino, spiega a Dante-pellegrino che Briareo era un gigante più pericoloso di lui, Efialte, o per un moto di gelosia o per semplice rabbia da impotenza, si scuote provocando un terremoto che spaventa Dante, il quale però si conforta poco dopo osservando che le pesanti catene che avvolgono il gigante non vacillano.

Successivamente Dante e Virgilio incontrano Anteo.